# 植村秀樹
植村 秀樹（うえむら ひでき、1958年 - ）は、日本の国際政治学者。流通経済大学法学部教授。専攻は、日本政治外交史、安全保障論。
愛知県新城市生まれ。1983年早稲田大学法学部卒業。読売新聞社勤務を経て1994年青山学院大学国際政治経済学研究科博士課程修了。博士（国際政治学）。文部省教科書調査官、放送大学非常勤講師を経て、現職。

## 主張
- 1950年代以来定着した戦後日本防衛政策の軽武装路線の要因を、米国政府の再軍備要求を排除した吉田茂とその政策に求める従来の解釈（いわゆる「吉田ドクトリン」論）に対し、著書『再軍備と55年体制』において、実際には米国政府の役割は小さく、軽武装路線は国内政治において吉田勢力、再軍備に対してより積極的／消極的な意見を持つ国内左右の反吉田勢力が三つ巴となったことの「意図せざる結果」として生じ、惰性のままに定着したものであったとする「再軍備の55年体制」論を主張した。

- 著書『自衛隊は誰のものか』において、阿川尚之の著書『海の友情』を万事大変情緒的な本と批判した上で、ある海上自衛官のことを阿川が「万事に気配りがきくまことに海軍さんらしい人物」と評した点について、法律家が自衛隊を軍隊と認識していると非難した。そして、このような解釈をする法律家は「最後の人であってほしい」とした。

- 2013年7月13日のNHKニュース7において、東日本大震災復興を兼ねた茨城県大洗町のイベントへ自衛隊が参加したことに関して注意を促す意見を述べた。

- 2013年7月26日に小野寺五典防衛大臣へ提出された防衛大綱見直しの中間報告にて水陸両用部隊の充実・強化が打ち出されている点について、NHKのニュースで「日本が軍事的な意味で攻勢に出るというメッセージを与える」「外交的な面から言うと、非常に慎重にやらないといけない」と批判した。

## 著書

### 単著
- 『再軍備と55年体制』（木鐸社, 1995年）
- 『自衛隊は誰のものか』（講談社[講談社現代新書], 2002年）
- 『「戦後」と安保の六十年』（日本経済評論社, 2013年）
- 『暮らして見た普天間―沖縄米軍基地問題を考える」（吉田書店,2015年）

### 共編著
- （岩崎正洋・宮脇昇）『グローバリゼーションの現在』（一藝社, 2000年）
- （村田彰）『現代日本のガバナンス』（流通経済大学出版会, 2011年）

### 監修史料
- （石井修）『アメリカ統合参謀本部資料 1948-1953　全16巻』(柏書房, 2000年)

## テレビ出演
- クローズアップ現代（NHK, 2009年7月1日,　2011年7月13日,　2012年9月24日）